# Diplotaxis hallei
Diplotaxis hallei är en skalbaggsart som beskrevs av Patricia Vaurie 1958. Diplotaxis hallei ingår i släktet Diplotaxis och familjen Melolonthidae. Inga underarter finns listade i Catalogue of Life.